# Gwiazda Bydgoszcz
Klub Sportowy Gwiazda Bydgoszcz – wielosekcyjny klub sportowy założony 26 kwietnia 1920 roku, najstarszy w Bydgoszczy.

## Charakterystyka
W 2012 roku klub posiadał ok. 200 wychowanków w 7 sekcjach: piłkarskiej, zapaśniczej, tenisa stołowego, turystycznej, brydżowej, sportów walki i akrobatycznej.
Na koniec 2023 roku w klubie trenowało ok. 690 zawodników w sekcjach: piłkarskiej, tenisa stołowego, zapaśniczej, szachowej i turystycznej.

## Historia

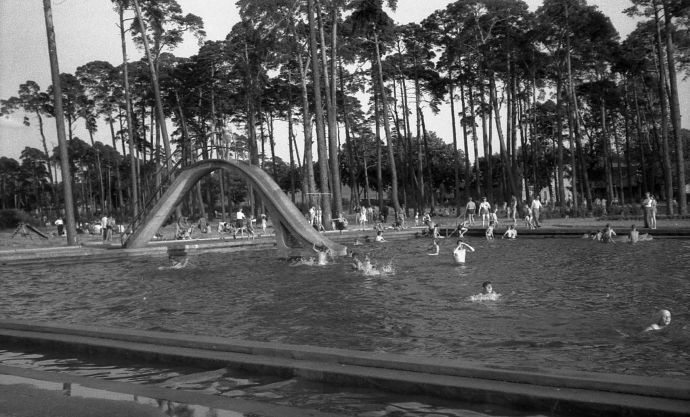
Basen otwarty, istniejący w latach 1952–1993 obok stadionu Gwiazdy

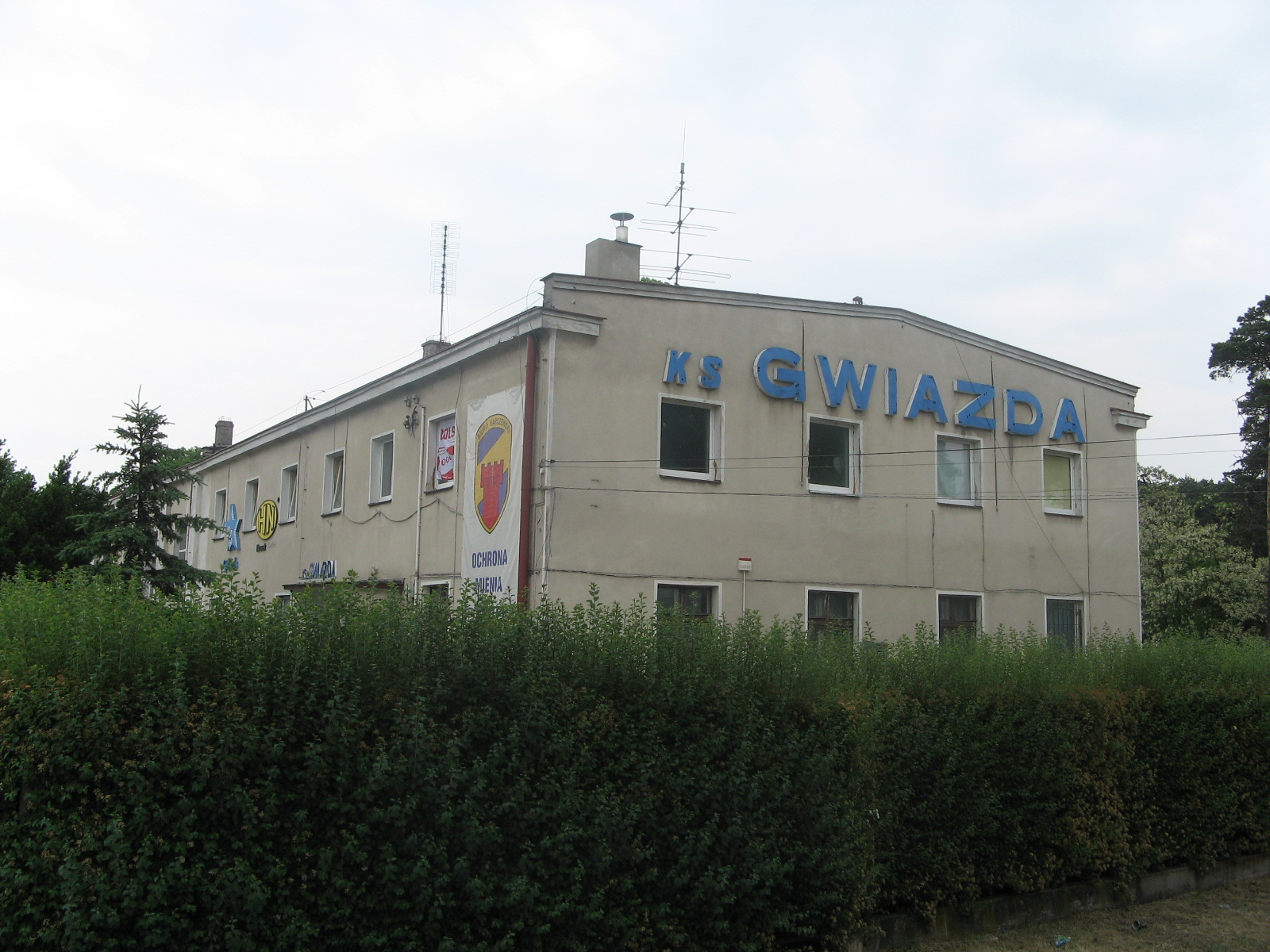
Hala KS Gwiazda, gdzie rozgrywają mecz m.in. tenisiści stołowi

Gwiazda Bydgoszcz jest obok Bydgoskiego Towarzystwa Wioślarskiego najstarszym polskim klubem w Bydgoszczy. Założono go 25 kwietnia 1920 roku przy Towarzystwie Terminatorów – sekcji piłki nożnej Polskiego Związku Uczącej się Młodzieży przy parafii Świętej Trójcy. Towarzystwo założone w 1907 jeszcze pod rządami pruskimi, skupiało młodych polskich rzemieślników. Pierwszym prezesem został Władysław Pazderski. Wśród proponowanych nazw klubu (m.in. „Słońce” lub „Brda”) wybrano „Gwiazda”. Klub utrzymywał się wyłącznie ze składek członkowskich, a zawodnicy rekrutowali się z osiedli zachodniej części miasta (Okole, Wilczak, Miedzyń, Czyżkówko).
Początkowo jedyną uprawianą dyscypliną była piłka nożna. Piłkarze grali w klasie okręgowej C, a od 1930 w klasie B. Z uwagi na specyfikę Katolickiego Stowarzyszenia Młodzieży, przy którym funkcjonował klub, zawodnicy rekrutowali się wyłącznie spośród osób młodych.
Od 1924 roku KS Gwiazda stała się klubem wielosekcyjnym. Zainaugurowano wówczas sekcję lekkoatletyczną (specjalnością klubu były biegi przełajowe), w 1926 tenisa stołowego i zapasów, w 1930 szachów, w 1931 kajakarstwa, a w 1935 siatkówki i koszykówki. Wszystkie sekcje miały  charakter półamatorski. Do sukcesów sportowych okresu międzywojennego należały tytuły mistrzów Pomorza juniorów w lekkoatletyce (1932, sztafeta 4 x 200 m), w kajakarstwie (1932, wyścig na 1000 m) oraz piłkarskie mistrzostwo Pomorza juniorów w 1938.
W latach 1927–1929 przy ul. Nakielskiej ze środków miejskich wybudowano boisko piłkarskie im. Idziego Świtały, które stopniowo rozbudowywano o drewniane trybuny, boiska do siatkówki i koszykówki oraz pawilony dla zawodników. Nad Brdą w tzw. „dzielnicy wioślarzy” zbudowano przystań dla kajakarzy.
Po II wojnie światowej klub początkowo korzystał z funduszy prywatnych, zaś od 1947  działał jako Spółdzielczy KS (sekcje: piłki nożnej, tenisa stołowego, szachów, boksu). W 1947 posiadał 147 członków.  W latach 50. po reorganizacji sportu w Polsce na wzór sowiecki, poszczególne sekcje weszły w skład zrzeszeń sportowych „Ogniwo” i „Sparta”. W latach 50. stadion przekazano klubowi na własność oraz rozbudowano kompleks sportowy o salę gimnastyczną, siłownię oraz szatnie. W 1955 obok stadionu na terenie 4 ha otwarto kąpielisko składające się z dwóch basenów z trybuną na 1500 widzów i piętrowym budynkiem z szatniami, biurami, natryskami i barem. Pierwotnie miał to być obiekt przeznaczony do użytku sportowców KS Spójnia (Gwiazda), lecz w trakcie realizacji zmieniono plany i postanowiono stworzyć tu otwarte dla wszystkich kąpielisko miejskie na ok. 3 tys. osób. Wyposażono je m.in. w brodziki dla dzieci, piaskownice, solarium, szatnie i natryski. Basen użytkowany był do 1993 roku i zarządzany był przez służby miejskie.
W latach 50. zawodnicy kluby odnosili sukcesy sportowe, zwłaszcza w szachach, kajakarstwie i zapasach. W latach 70. sekcja szermiercza, a od lat 90. sekcja zapasów były jedynymi tej klasy w Bydgoszczy. Drużyna piłkarska występowała w klasach na poziomie regionalnym. Od 2011 roku sukcesy w skali krajowej odnosi sekcja tenisa stołowego (Zooleszcz Gwiazda Bydgoszcz).

### Nazwy
- 1920–1937 – Klub Sportowy Gwiazda przy Towarzystwie Terminatorów (potem przy Katolickim Stowarzyszeniu Młodzieży)
- 1937–1939 i 1945–1946 – Klub Sportowy Gwiazda
- 1947–1949 – Spółdzielczy KS Gwiazda
- 1949–1953 – Związkowy Klub Sportowy Spójnia
- 1953–1956 – sekcje działają w ramach Zrzeszeń sportowych Ogniwo i Sparta
- od 1956 – Klub Sportowy Gwiazda

## Barwy klubowe
Barwy klubu ustalono w momencie powstania klubu w 1920 roku. Były to kolory niebieski i biały        . Przez wiele lat (co najmniej od 1922) charakterystyczną cechą strojów zawodników były pionowe biało-niebieskie pasy.

## Kompleks sportowy Gwiazdy Bydgoszcz

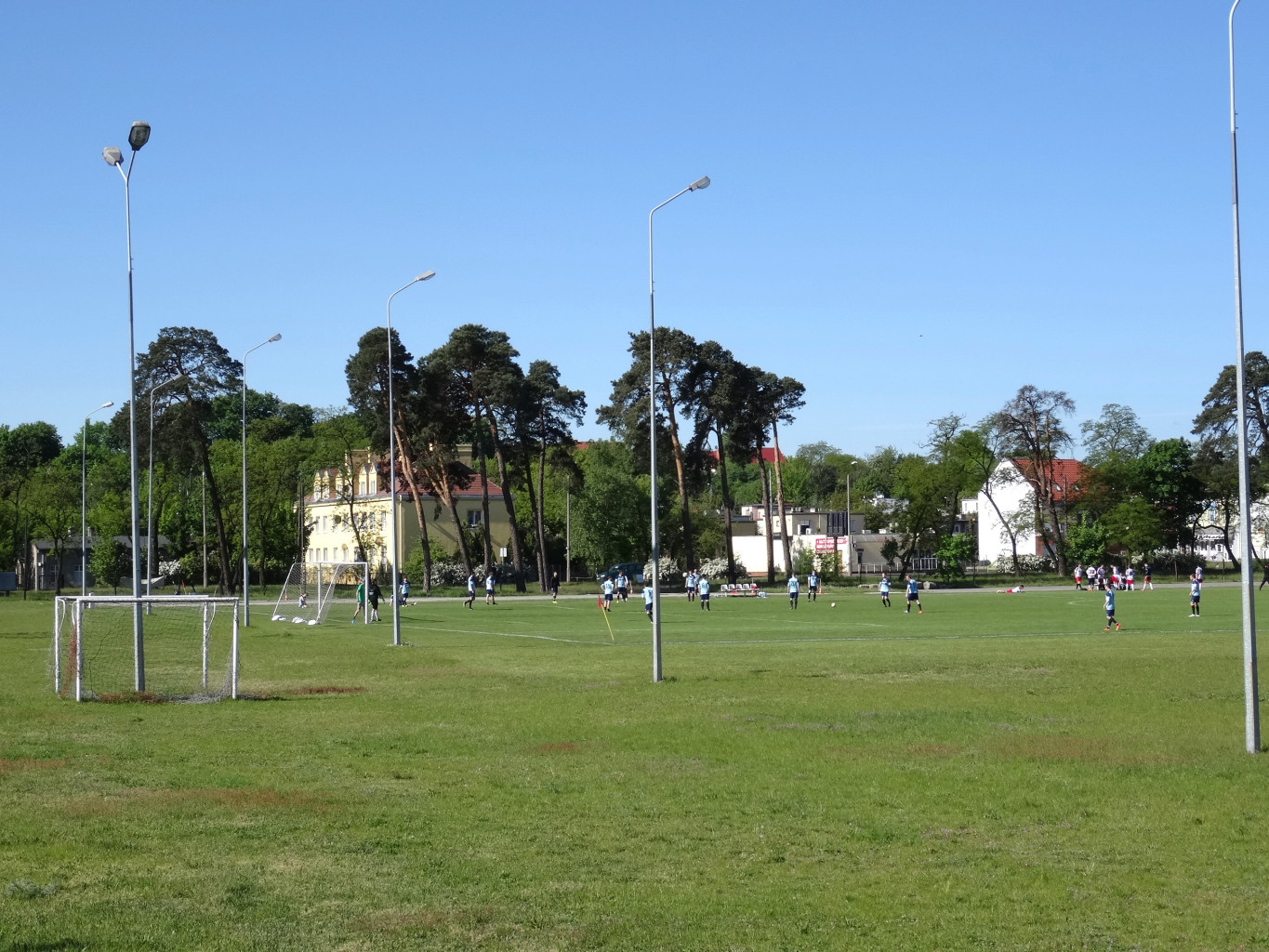
Boisko piłkarskie

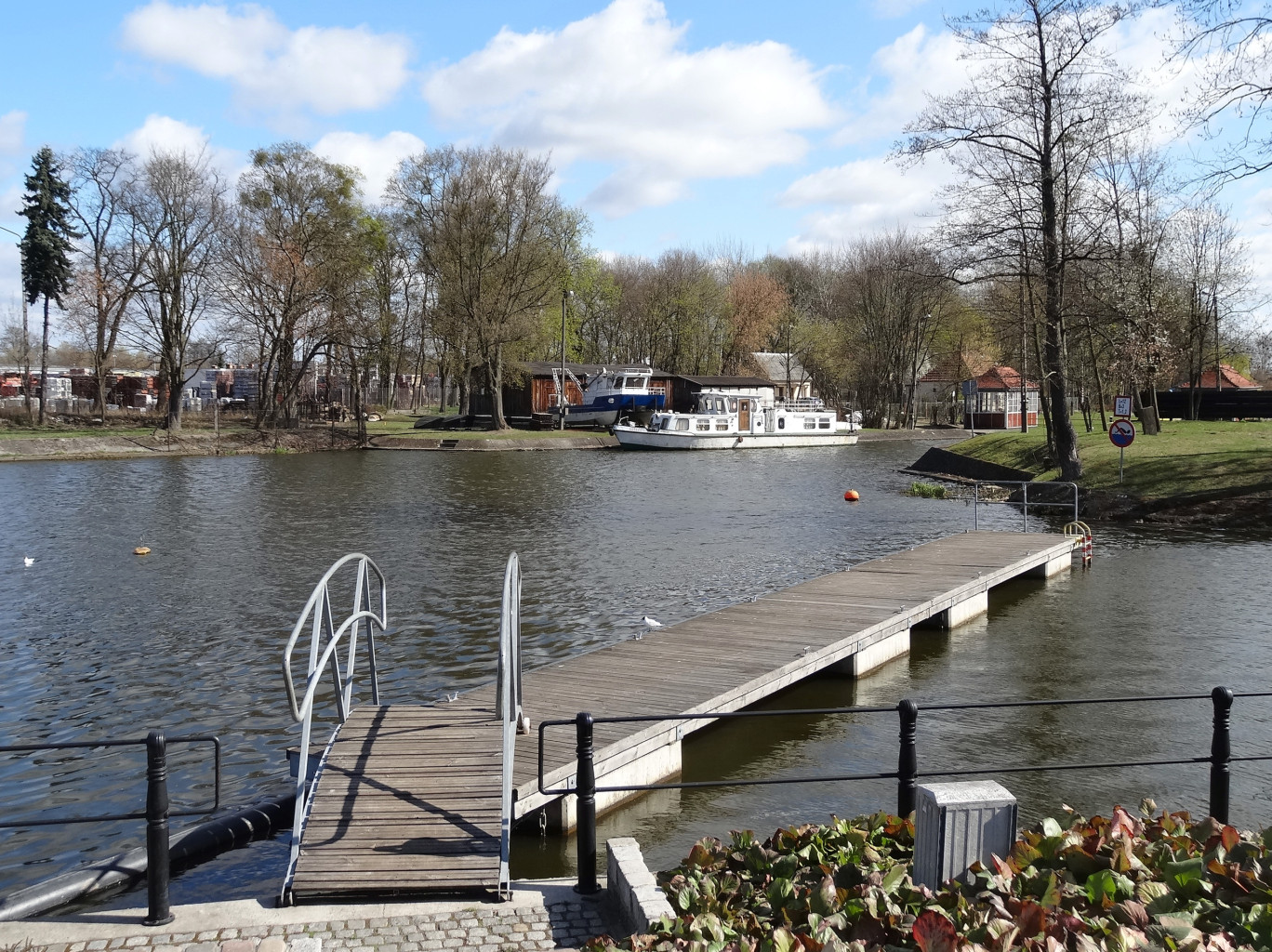
Marina Gwiazda na Kanale Bydgoskim obok kompleksu sportowego KS Gwiazda

Początkiem kompleksu sportowego KS Gwiazda było wybudowane w latach 1927–1929 boisko piłkarskie im. Idziego Świtały, otoczone bieżnią lekkoatletyczną. Infrastrukturę w późniejszych latach stopniowo wzbogacano o nowe obiekty. W 2010 klub dysponował sześcioma boiskami piłkarskimi, trzema do siatkówki, ścieżką maratonowi, halą sportową. Kompleks znajduje się w zachodniej części miasta przy ul. Nakielskiej / Bronikowskiego, nieopodal VI śluzy Kanału Bydgoskiego. Na nabrzeżu Kanału Bydgoskiego obok stadionu w 2009 roku oddano do użytku marinę Gwiazda.
Od 2014 roku wysiłkiem zarządu sekcji powstały dwa boiska naturalne, a jedno z nich zostało doświetlone.
W 2018 kosztem ponad 3,5 mln zł powstało nowe, pełnowymiarowe boisko ze sztuczną murawą, oświetleniem, piłkochwytami i ogrodzeniem, które zastąpiło boiska do siatkówki plażowej. Otwarcie obiektu nastąpiło 10 października 2018
W 2021 roku wokół boiska głównego powstała bieżnia tartanowa.

## Sportowcy Gwiazdy Bydgoszcz

### Mistrzowie świata
- szermierka
  - Grażyna Staszak – w barwach KS Gwiazda wicemistrzyni świata juniorek (1972)
  - Marian Sypniewski – wychowanek Gwiazdy, w barwach Legii Warszawa mistrz świata z drużyną, (1978), srebro z drużyną (1990), brąz indywidualnie (1983)

### Osiągnięcia drużynowe
- piłka nożna – mistrzostwo Pomorza juniorów (1938)
- szachy – brązowy medal mistrzostw Polski (1952)
- tenis stołowy – Akademickie Mistrzostwo Polski (2014), Drużynowy Puchar Polski (2015, 2023), 3. miejsce w Pucharze Polski (2014, 2016), 2. miejsce w Superlidze (2022), 3. miejsce w Superlidze (2017, 2023, 2024)

### Osiągnięcia indywidualne
- kajakarstwo
  - Daniela Walkowiak – potrójna mistrzyni Polski juniorek (1951), potrójna mistrzyni Polski (1954), brązowa medalistka Igrzysk Olimpijskich w Rzymie 1960 (w barwach Sparty Warszawa), uczestniczka olimpiad w Melbourne 1956 (6 m., w barwach Ogniwa Warszawa) i w Tokio 1964 (7 m. w barwach Zawiszy Bydgoszcz)
  - Sabina Delik – mistrzyni Polski
- lekkoatletyka
  - Jerzy Kordas – przedwojenny reprezentant Polski w rzucie młotem, rekordzista i mistrz kraju
- szachy
  - Henryk Szapiel – wicemistrz Polski (1953), brąz (1951)
- zapasy
  - Stanisław Sokołowski – mistrz Polski (1948) w kat. 52 kg (styl klasyczny), brąz (1947)
  - Damian Świetlik – mistrz Polski (2000) w kat. 69 kg (styl wolny)
  - Kazimierz Polec – wicemistrz Polski (1969) w kat. 48 kg (styl wolny)
  - Agnieszka Butor – wicemistrzyni Polski (1997) w kat. 68 kg (styl wolny)
  - Bartłomiej Bartnicki – wicemistrz Polski (2000) w kat. 97 kg (styl wolny)
  - Adrian Mazan – wicemistrz Polski (2001) w kat. 54 kg (styl wolny)

## Sekcje

### Piłka nożna

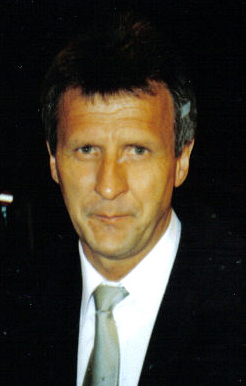
Stefan Majewski – wychowanek KS Gwiazda, wielokrotny reprezentant Polski, selekcjoner reprezentacji Polski (2009), działacz PZPN

Piłka nożna była pierwszą dyscypliną sportu uprawianą w KS Gwiazda. Mecze rozgrywano na placu przy VI śluzie Kanału Bydgoskiego, w ogrodzie Patzera lub na placu Ułańskim na Błoniu. Od 1924 klub uczestniczył w rozgrywkach o mistrzostwo miasta i w ramach Okręgowego Związku Piłki Nożnej. Początkowo piłkarze grali w klasie okręgowej C, a od 1930 w klasie B. W 1933 zdobyli mistrzostwo tej grupy rozgrywkowej, lecz przegrali w barażach awans do klasy A z TKS Toruń i Unią Tczew. W 1935 roku z okazji 15-lecia klubu B-klasowa Gwiazda Bydgoszcz rozegrała mecz towarzyski z ekstraklasową Legią Warszawa, przegrywając 2:7.
Po wojnie piłkarze grali w klasach na poziomie regionalnym. W latach 50. XX w. pod nazwą ZS Spójnia Bydgoszcz występowali w klasie A (liga wojewódzka). Klub specjalizował się w szkoleniu młodzieży. Juniorzy kilkakrotnie zdobywali tytuł najlepszej drużyny w okręgu bydgoskim. Po 2010 roku drużyna została wycofana z rozgrywek seniorskich. Jednak dzięki zaangażowaniu wielu osób i samych piłkarzy od 2011 roku drużyna seniorów Gwiazdy została reaktywowana i przystąpiła do rozgrywek od najniższej klasy B, a w sezonie 2011/12 i ponownie awansowała. Po zakończeniu sezonu 2014/2015 Gwiazda wycofała zespół seniorski z B klasy, skupiając się na szkoleniu młodzieży. W 2017 podpisała umowę partnerską z Pogonią Szczecin. Drużyny KS Gwiazda występują w wojewódzkiej lidze juniorów starszych oraz w ligach i klasach juniorów młodszych, trampkarzy i młodzików. W klubie trenuje ponad 250 dzieci. W 2018 roku, reaktywowano drużynę seniorów. W 2024 roku drużyna seniorów występuje w A klasie, a w szkoleniu dzieci i młodzieży uczestniczy ok. 500 zawodników począwszy od grup naborowych (4lata) na juniorze kończąc.

#### Drużyna seniorów
| Sezon   | Liga                    | Miejsce | Mecze | Z  | R  | P  | Bramki | Punkty | Uwagi                                 |
| ------- | ----------------------- | ------- | ----- | -- | -- | -- | ------ | ------ | ------------------------------------- |
| 2002/03 | V liga (kuj-pom I)      | 3       |       |    |    |    |        |        |                                       |
| 2003/04 | V liga (kuj-pom I)      | 12      |       |    |    |    |        |        |                                       |
| 2004/05 | V liga (kuj-pom I)      | 16      | 30    | 2  | 8  | 20 | 23:67  | 14     | spadek do klasy A                     |
| 2005/06 | klasa A (Bydgoszcz I)   | złoto   | 26    | 18 | 4  | 4  | 76:21  | 58     | awans                                 |
| 2007/08 | IV liga (kuj-pom)       | 9       | 30    | 12 | 6  | 12 | 52:43  | 42     |                                       |
| 2008/09 | IV liga (kuj-pom)       | 8       | 30    | 13 | 6  | 11 | 52:48  | 45     |                                       |
| 2009/10 | IV liga (kuj-pom)       | 12      | 30    | 8  | 10 | 12 | 33:44  | 34     | wycofała się po zakończeniu rozgrywek |
| 2011/12 | klasa B (Bydgoszcz III) | złoto   | 20    | 16 | 3  | 1  | 84:20  | 51     | awans do klasy A                      |
| 2012/13 | klasa A (Bydgoszcz I)   | 12      | 26    | 6  | 4  | 16 | 32:68  | 22     | spadek do klasy B                     |
| 2013/14 | klasa B (Bydgoszcz III) | 4       | 18    | 10 | 2  | 6  | 50:28  | 32     |                                       |
| 2014/15 | klasa B (Bydgoszcz III) | 9       | 26    | 9  | 4  | 13 | 44:55  | 31     | wycofała się po zakończeniu rozgrywek |
| 2018/19 | klasa B (Bydgoszcz III) | złoto   | 24    | 20 | 1  | 3  | 116:26 | 61     | awans do klasy A                      |
| 2019/20 | klasa A (Bydgoszcz I)   | 8       | 13    | 6  | 0  | 7  | 25:30  | 18     | Rozgrywki przedwcześnie zakończone    |
| 2020/21 | klasa A (Bydgoszcz I)   | 5       | 28    | 13 | 7  | 8  | 55:45  | 46     |                                       |
| 2021/22 | klasa A (Bydgoszcz I)   | 8       | 28    | 11 | 8  | 9  | 61:50  | 41     |                                       |
| 2022/23 | klasa A (Bydgoszcz I)   | 7       | 28    | 14 | 2  | 12 | 81:66  | 44     |                                       |
| 2023/24 | klasa A (Bydgoszcz I)   | 4       | 28    | 16 | 5  | 7  | 95:55  | 53     |                                       |

Uwaga!
W 2008 roku dokonano reformy rozgrywek piłkarskich, w wyniku czego każda liga okręgowa "spadła" o 1 poziom rozgrywkowy (np. IV liga zmieniła się z IV na V szczebel rozgrywkowy).
Źródło: 90minut.pl

#### Znani zawodnicy
- Stefan Majewski – wychowanek KS Gwiazda, piłkarz Chemika, Zawiszy, Legii Warszawa, 1. FC Kaiserslautern, 40-krotny reprezentant Polski (4 bramki), uczestnik 2 turniejów finałowych mistrzostw świata (1982, 1986), trener reprezentacji Polski (2009), działacz PZPN
- Marian Stachowicz (ur. 2 kwietnia 1935, zm. 21 lipca 2010) – wychowanek Gwiazdy, grał w latach 1949–1954, 1965–1970 (jako grający trener), trener w latach 1965–1972, 1983–1985, 1990–2005, poza tym występował w Kujawiaku Włocławek i Polonii Bydgoszcz
- Marcin Thiede – obrońca, następnie zawodnik Zawiszy Bydgoszcz, Elany Toruń, TKP Toruń, Polonia Bydgoszcz, Korony Kielce, Unii Janikowo, Unii Solec Kujawski
- Valentin Dah – napastnik, zawodnik Zawisza Bydgoszcz S.A., Montpellier HSC, FC Santos Wagadugu, Elany Toruń
- Karol Żmijewski (ur. 1996) – wychowanek Gwiazdy Bydgoszcz, piłkarz Zawiszy Bydgoszcz, Zagłębia Lubin

### Tenis stołowy

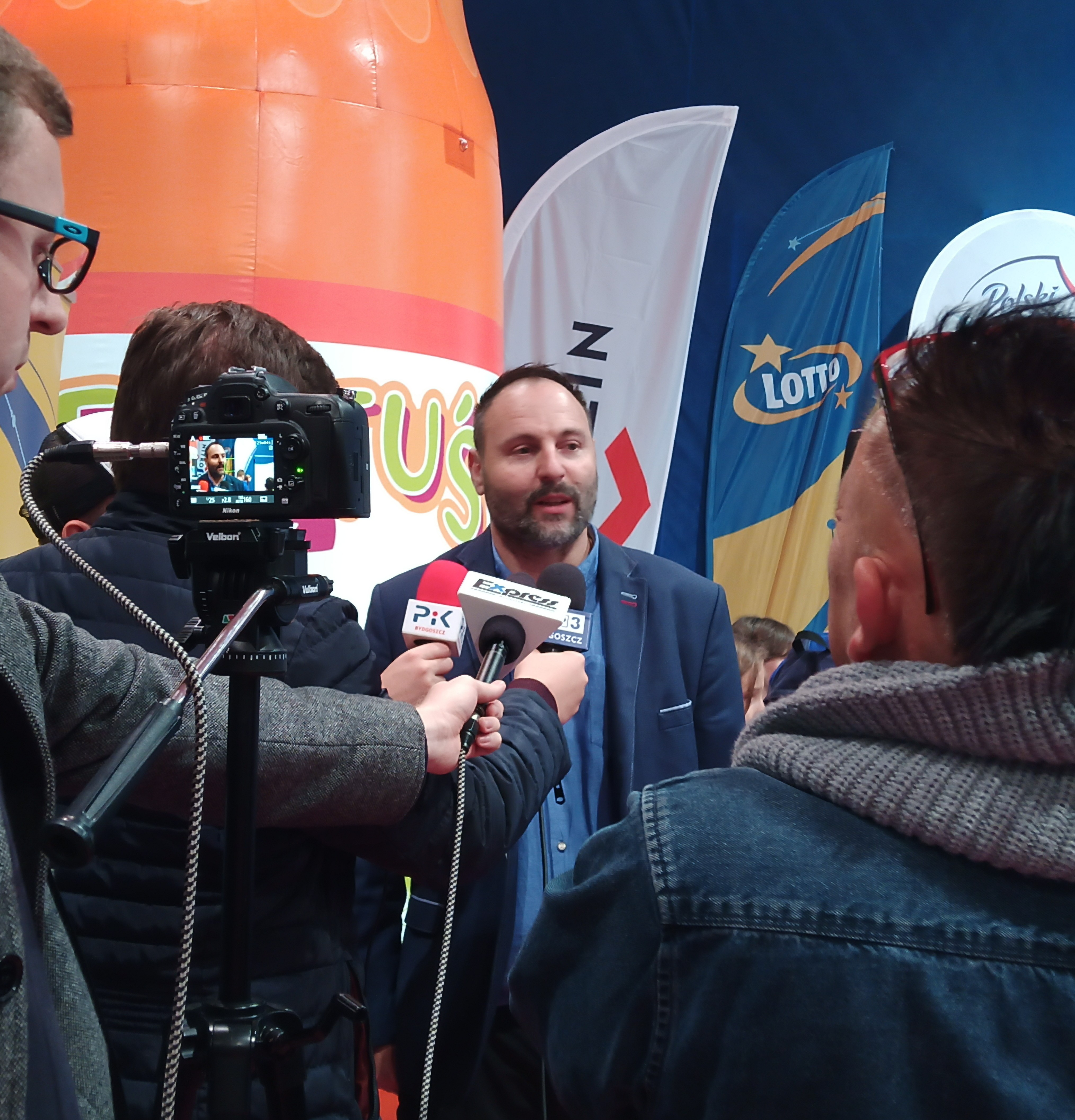
Zbigniew Leszczyński

Sekcję tenisa stołowego w KS Gwiazda założono w 1926 roku. Zawodnicy uczestniczyli w wewnętrznych zawodach, a od 1931 także turniejach o mistrzostwo miasta. Po II wojnie światowej zawodnicy klubu grali w wojewódzkiej klasie A lub B, a w latach 90. XX w. w II lidze tenisa stołowego mężczyzn. Wysoki poziom sportowy dyscypliny osiągnięto po 2010 roku. W ciągu 3 lat (2011–2014) tenisiści Gwiazdy awansowali z III ligi do ekstraklasy. W pierwszym sezonie w Superlidze (2014/2015) wywalczyli 8. miejsce. W 2015 w Bydgoszczy odbył się turniej finałowy Drużynowego Pucharu Polski mężczyzn, w którym zwyciężyła drużyna Zooleszcz Gwiazdy.
Klub posiada szeroką kadrę młodzieżową, która uczestniczy w rozgrywkach od II do VI ligi, a drużyna seniorów w Superlidze Tenisa Stołowego mężczyzn posiada w swoim składzie m.in. zawodników zagranicznych. Mecze ligowe odbywają się w hali przy ul. Bronikowskiego 45 w Bydgoszczy

#### Osiągnięcia
- Od 1990 do 2008 roku drużyna Gwiazdy grała w rozgrywkach II ligi. W czerwcu 2009 roku spadła do III ligi.
- 2010 – awans do II ligi
- 2011 – 3. miejsce w rozgrywkach II ligi, Gwiazda II Bydgoszcz awansowała do V ligi
- 2012 – Gwiazda Bydgoszcz awansowała do I ligi, a Gwiazda II awansowała do IV ligi
- 2014 – awans do Polskiej Superligi Tenisa Stołowego, III miejsce w rozgrywkach Pucharu Polski
- 2015 – 8. miejsce w rozgrywkach Superligi, zdobycie Pucharu Polski
- 2016 – 8. miejsce w rozgrywkach Superligi, III miejsce w Pucharze Polski, Gwiazda II występowała w II lidze, sformowano drużynę Gwiazda III
- 2017 – brązowy medal drużynowych Mistrzostw Polski
- 2018 – 8. miejsce w rozgrywkach Superligi
- 2019 – 8. miejsce w rozgrywkach Superligi
- 2020 – 7. miejsce w rozgrywkach Superligi
- 2021 – miejsce 5-8[16] w rozgrywkach Superligi
- 2022 – srebrny medal drużynowych Mistrzostw Polski
- 2023 – brązowy medal drużynowych Mistrzostw Polski, zdobycie Pucharu Polski[17]
- 2024 – brązowy medal drużynowych Mistrzostw Polski[18]

#### Zawodnicy
Zawodnicy w sezonie 2013/2014:
- Mihai Bobocica – dwukrotny olimpijczyk (Pekin 2008, Londyn 2012), pięciokrotny mistrz Włoch
- Leonardo Mutti – mistrz Europy kadetów (2010), reprezentant kadry Włoch
- Łukasz Nadolski – akademicki mistrz Polski, multimedalista MP juniorów
- Alan Woś – multimedalista MP juniorów
- Patryk Jendrzejewski – brązowy medalista mistrzostw Europy Juniorów, multimedalista MP juniorów
- Artur Białek – brązowy medalista MP Juniorów

W sezonie 2019/2020 barw Gwiazdy reprezentowali m.in.: Wiaczesław Burow i Minhyuck Cheon.

### Zapasy
Sekcja zapasów powstała w 1926, ale jej działalność rozwinięto dopiero w 1951 roku. W czołówce polskich zapaśników przez wiele lat utrzymywali się wychowankowie Gwiazdy: Stanisław Sokołowski, Zbysław Baumgart, Alfred Bieleń (lata 60.), Kazimierz Polec (w 1969 wicemistrz Polski w kat. 48 kg w stylu wolnym). Od 1966 przy klubie działał ośrodek Polskiego Komitetu Olimpijskiego dla zawodników stylu wolnego. Poziom szkolenia podniesiono w latach 90. XX w., kiedy pojawiło się grono zawodników, medalistów mistrzostw Polski w zapasach w stylu wolnym, m.in. Damian Świetlik, Bartłomiej Bartnicki (lata 90.), Norbert Świerblewski, Agnieszka Butor i Justyna Mróz (I dekada XXI w.) W 1994 powstała w klubie unikatowa sekcja zapasów dziewcząt.
Ogółem w latach 1945–2012 zawodnicy klubu zdobyli 6 medali mistrzostw Polski seniorów w stylu klasycznym (1 , 5 ), 10 medali w MP w stylu wolnym (1 , 4 , 5 ) oraz medal w MP kobiet w zapasach (). Medalistami byli m.in.: w stylu klasycznym: Stanisław Sokołowski, Ludwik Budzyński, Helmut Łoboda, Zygmunt Ładziński, Marian Buczkowski, a w stylu wolnym: Zdzisław Kępski, Kazimierz Polec, Krzysztof Dyka, Damian Świetlik, Bartłomiej Bartnicki, Adrian Mazan, Norbert Świerblewski, Agnieszka Butor. Wychowankiem bydgoskiej Gwiazdy (1999–2000) jest Bartłomiej Bartnicki – mistrz (2004) i wielokrotny wicemistrz Polski (2000–2006), olimpijczyk z Aten 2004 oraz Pekinu 2008. W sekcji zapaśniczej prowadzi się również zajęcia w sumo. Zespół nie uczestniczy jednak w rozgrywkach Krajowej Ligi Zapaśniczej.

### Kajakarstwo

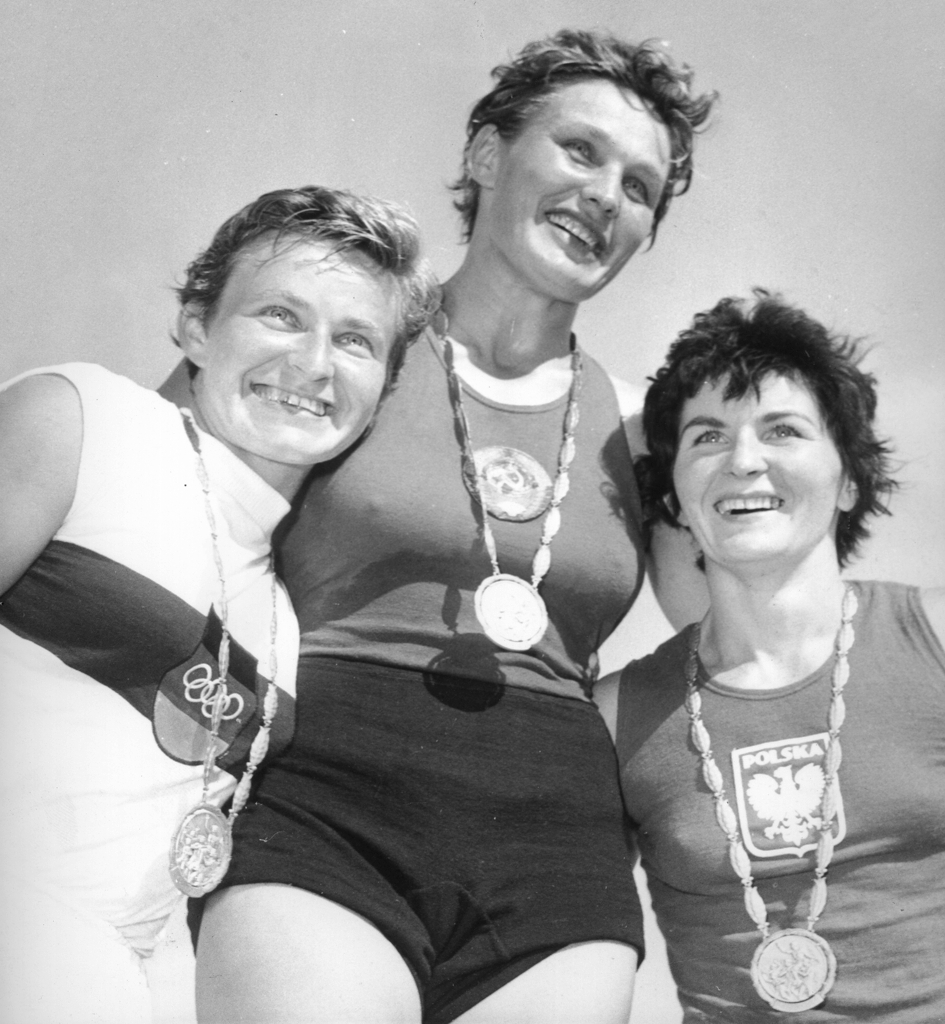
Daniela Walkowiak – wychowanka KS Gwiazda, na podium Igrzysk Olimpijskich w Rzymie 1960 (po prawej)

Sekcję kajakową założono w 1931 roku i była ona jedną z pierwszych w Bydgoszczy. Korzystano z przystani w bydgoskiej „dzielnicy wioślarzy”. Największe sukcesy kajakarzy przypadły na pierwszą połowę lat 50 XX w.. Odnowiono wówczas przystań na Babiej Wsi i rozpoczęto pracę  z młodzieżą. Do wybitnych wychowanek klubu należały: Danielą Walkowiak oraz Sabina Delik (mistrzyni Polski). Zawodniczka KS Gwiazda (1950–1956), a potem Zawiszy (1961–1964) Daniela Walkowiak była ówcześnie najlepszą polską kajakarką – zdobyła 32 tytuły mistrzów Polski, była trzykrotną olimpijką, medalistką z Rzymu 1960.

### Szermierka
Sekcję szermierczą założono w 1970 na bazie zawodników przejętych od KS Związkowiec. W 1968 zamieszkał w Bydgoszczy i szkolił młodzież w KS Gwiazda Adam Papée – jeden z najsłynniejszych szermierzy i działaczy tego sportu (czterokrotny olimpijczyk 1924–1936, dwukrotny brązowy medalista IO). Największym sukcesem było zdobycie przez wychowankę klubu Grażynę Staszak wicemistrzostwa świata juniorek w 1972. W 1974 była pierwszą w historii polskiego floretu zawodniczką, która zakwalifikowała się do ścisłego finału Pucharu Świata, a w 1976 reprezentowała Polskę na Igrzyskach Olimpijskich w Montrealu, gdzie zdobyła drużynowo 6. miejsce. Do innych wyróżniających się zawodników należeli m.in. florecista Marian Sypniewski – wielokrotny mistrz Polski, trzykrotny olimpijczyk (Moskwa 1980, Seul 1988, Barcelona 1992) i zdobywca 2 brązowych medali IO, mistrz świata (1978), Wiesław Głon (szabla) oraz szpadzista Adam Siudziński – czwarty na mistrzostwach świata w Paryżu (1964). Wszyscy wyróżniający się zawodnicy w latach 70. kontynuowali swoje kariery poza Bydgoszczą, osiedlając się w innych ośrodkach, przede wszystkim na Śląsku i w Warszawie. Po likwidacji sekcji w 1981 roku nie było już w Bydgoszczy liczącej się sekcji szermierczej, co uległo zmianie dopiero pod koniec lat 90. XX w.

### Szachy
Sekcję szachową założono w 1930 roku. W okresie międzywojennym zaliczała się ona do  wyróżniających się w mieście. Po II wojnie światowej w sekcji grał Henryk Szapiel – medalista MP, reprezentant Polski i najlepszy szachista bydgoski w latach 1945–1955. 6-krotnie startował w finałach mistrzostw Polski, a w 1954 zdobył tytuł wicemistrzowski. Drużyna szachowa Gwiazdy-Spójni w 1949 i 1952 uczestniczyła w rozgrywkach ekstraklasy szachowej, uzyskując brązowy medal  (1952). Poza tym w 1947 i 1948 zawodnicy Gwiazdy pod szyldem Okręgu Pomorze zdobyli 2 srebrne medale DMP. Z racji wysokiej klasy zawodników (Henryk Szapiel, Antoni Jurkiewicz, Jerzy Bratoszewski, Jan Kowalski Waldemar Jagodziński), do połowy lat 50. KS Gwiazda był czołowym bydgoskim klubem szachowym.

### Brydż sportowy
Sekcję brydżową zorganizowano w 1970 roku. Zawodnicy uczestniczyli m.in. w mistrzostwach Bydgoszczy, Pomorza i Kujaw. W 2012 sekcja Gwiazdy była obok Chemika Bydgoszcz jedną z dwóch licencjonowanych bydgoskich sekcji brydżowych Kujawsko-Pomorskiego Związku Brydża Sportowego.